# Stöde Musikvecka
Stöde Musikvecka var ett årligt svenskt musikevenemang i Stöde i Medelpad som grundades år 2006. Det presenterade internationella och lokala solister inom bland annat klassisk musik, jazz och folkmusik. 
Konserterna hölls oftast i Stöde kyrka. Verksamheten pågick till och med år 2016 då den idella 
arrangörsgruppen inte orkade längre. 

## Arrangemang

### Historik
Musikveckan arrangerades av föreningen StödeKult, som bildades 2000.
I arrangemanget deltar pianisten och musikledaren Lars Jönsson, uppvuxen i Sundsvall men sedan ett antal år bosatt i Tyskland. Musikveckan startade 2006 med utgångspunkt i Jönssons återkommande konsertbesök i just Stöde.

### Deltagare
Genom Jönssons försorg deltar ofta centraleuropeiska solister i den årliga musikveckan, men Stöde Musikvecka samlar även musiker med koppling till andra regioner och världsdelar. Tyngdpunkten i arrangemanget är i regel solister med koppling till kammarmusik, men jazz, blues, folkmusik och underhållning finns i regel också med i programmet.
Vissa av de internationella solisterna har återkommit flera gånger till musikveckan. Dessa inkluderar den franske cellisten Charles Antoine Duflot och cembalisten Petra Marianowski, vilka båda deltar på 2016 års musikvecka. 2016 gästas Stöde även av bland andra den Shanghai-födda violasten Peijun Xu och violinisten Priya Mitchell.